# Kirchlein im Grünen

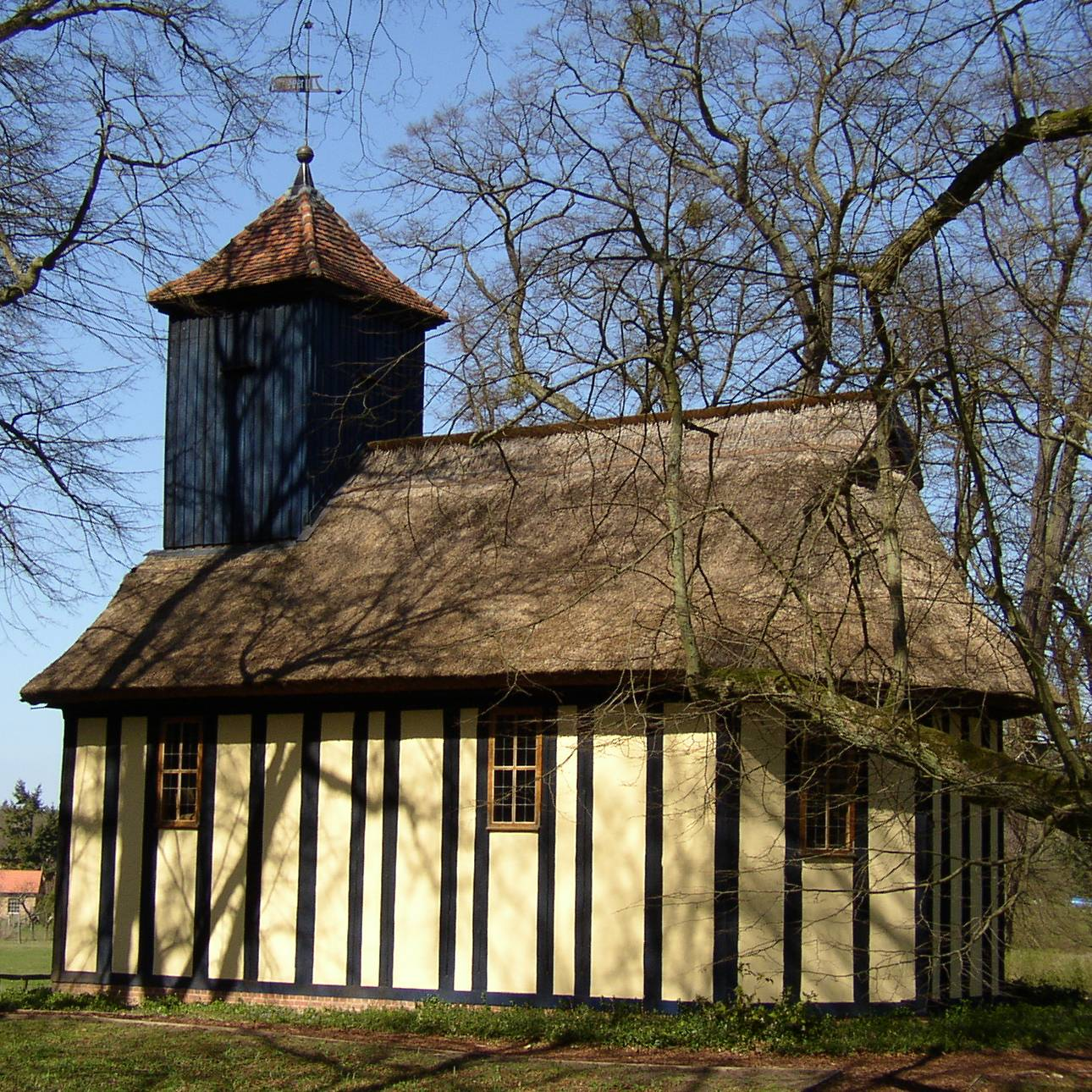
Kirchlein im Grünen, April 2007

Das Kirchlein im Grünen ist ein Kirchengebäude im brandenburgischen Alt Placht, das zu Templin gehört. Es steht unter Denkmalschutz und befindet sich rund 300 m südöstlich des Dorfes.

## Architektur und Geschichte
Das Kirchengebäude wurde um das Jahr 1700 als Kapelle des Guts Alt Placht in Fachwerkbauweise an der Stelle einer aus dem Mittelalter stammenden Kirche errichtet. Die Fundamente des Vorgängerbaus wurden nachgewiesen. Das Dorf Placht war Ende des 15. Jahrhunderts wüst gefallen.
Der Baustil der Kirche entspricht nordfranzösischen Fachwerkbauten und wird deshalb in die Region eingewanderten Hugenotten zugeschrieben. Die Ständer des Fachwerks stehen verhältnismäßig dicht. Sie tragen ein ausladendes Traufgesims. Die Kirche besitzt ein Satteldach, wobei die Konstruktion auf eine ursprüngliche Eindeckung mit Reet schließen lässt. Diese wurde nach der Sanierung des Gebäudes erneuert. Nach Osten verfügt die Kirche über einen dreiseitigen Abschluss. Auf der Westseite befindet sich ein verbretterter Turmaufsatz. An der Nordseite ist eine kleine Vorhalle angefügt.

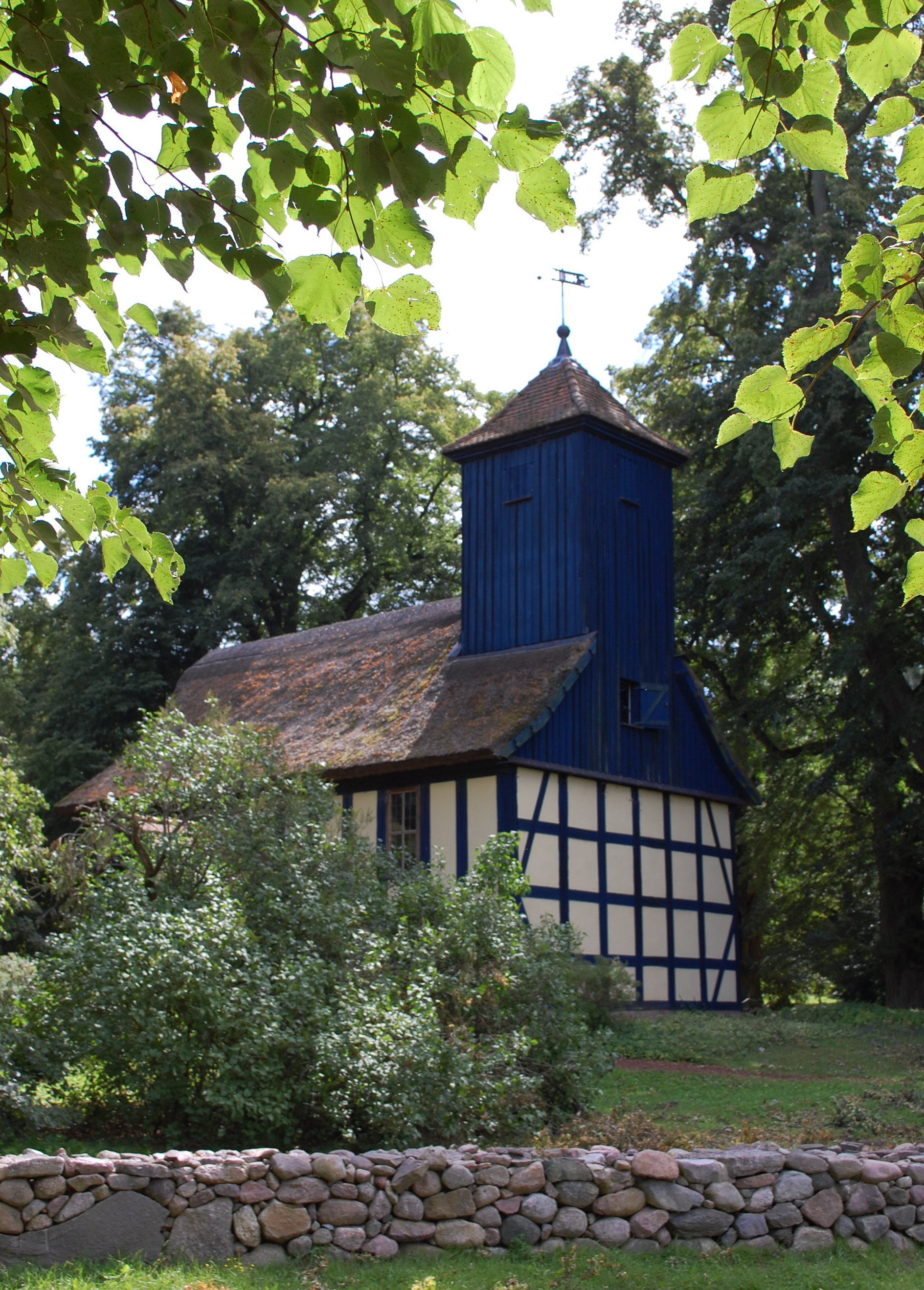
Blick von Nordwesten

Die Kirche entstand in mehreren Abschnitten. Der älteste Teil wurde um den Turmbereich mit seinem darunter befindlichen Grabgewölbe erweitert.
Ungefähr ab 1970 verschlechterte sich der Bauzustand der Kirche erheblich. Das Gebäude war von Verfall und mutwilliger Zerstörung geprägt. Alle wertvollen oder ursprünglichen Gegenstände wie die Kastenschlösser und eiserne Türbeschläge wurden entwendet. Die aus dem Jahr 1721 stammende Bronzeglocke wurde 1980 an das Berliner St. Elisabeth-Stift verkauft. In einem Gutachten äußerte sich das kirchliche Bauamt dahingehend, dass dieser „Schandfleck baldmöglichst zu beseitigen“ sei. Vor dem Hintergrund knapper finanzieller Mittel unterblieben entsprechende Abrissmaßnahmen.

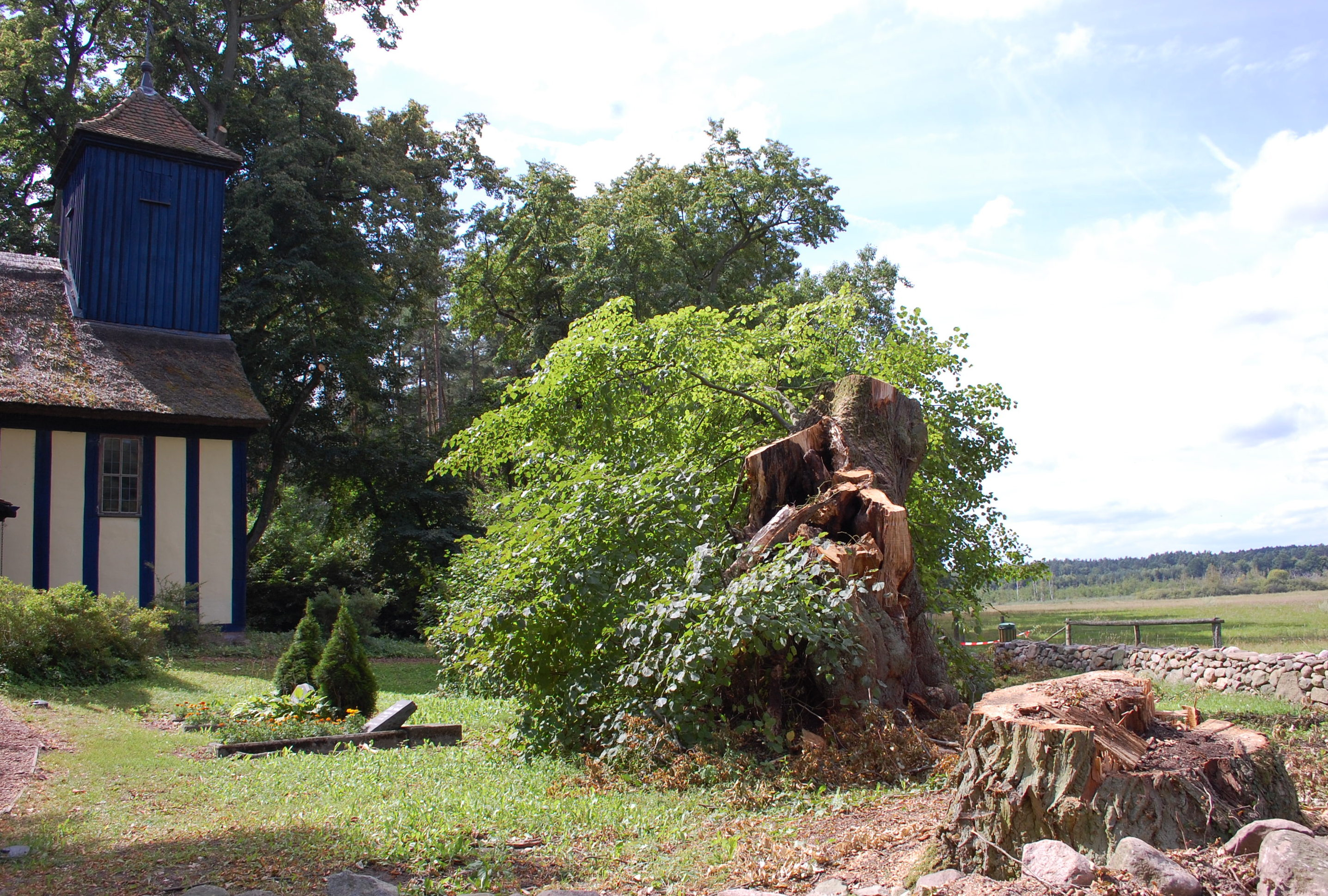
Schäden im Umfeld der Kirche im Jahr 2012

Nach der politischen Wende des Jahres 1989 wurde zunächst am 7. April 1990 eine Interessengemeinschaft gebildet, bevor sich am 17. November 1990 ein Förderverein zur Rettung der Kirche gründete, dessen Vorsitz Pfarrer Horst Kasner von 1997 bis zu seinem Tode 2011 innehatte. Die Initiative zur Sanierung des Gotteshauses ging dabei von einem West-Berliner Baukundigen aus, der seit seiner Kindheit der Kirche verbunden war. Der Wildbewuchs im Umfeld der Kirche wurde beseitigt, und noch erhaltene Teile der Einrichtung konnten geborgen werden. 1993 begann die tatsächliche Sanierung, deren Finanzierung durch einen Förderer und die Deutsche Stiftung Denkmalschutz erfolgte. Darüber hinaus wurde eine AB-Maßnahme durchgeführt, die besonders auf die Herrichtung des Steinwalls um den Kirchhof abzielte. Freiwillige Helfer erbrachten weitere Arbeitsleistungen. In einem eigens dafür organisierten Lehmbauseminar nahmen die Teilnehmer die Neuausfachung der Kirche vor. Die Seminarteilnehmer beendeten an den folgenden Wochenenden auf freiwilliger Basis die Arbeit.

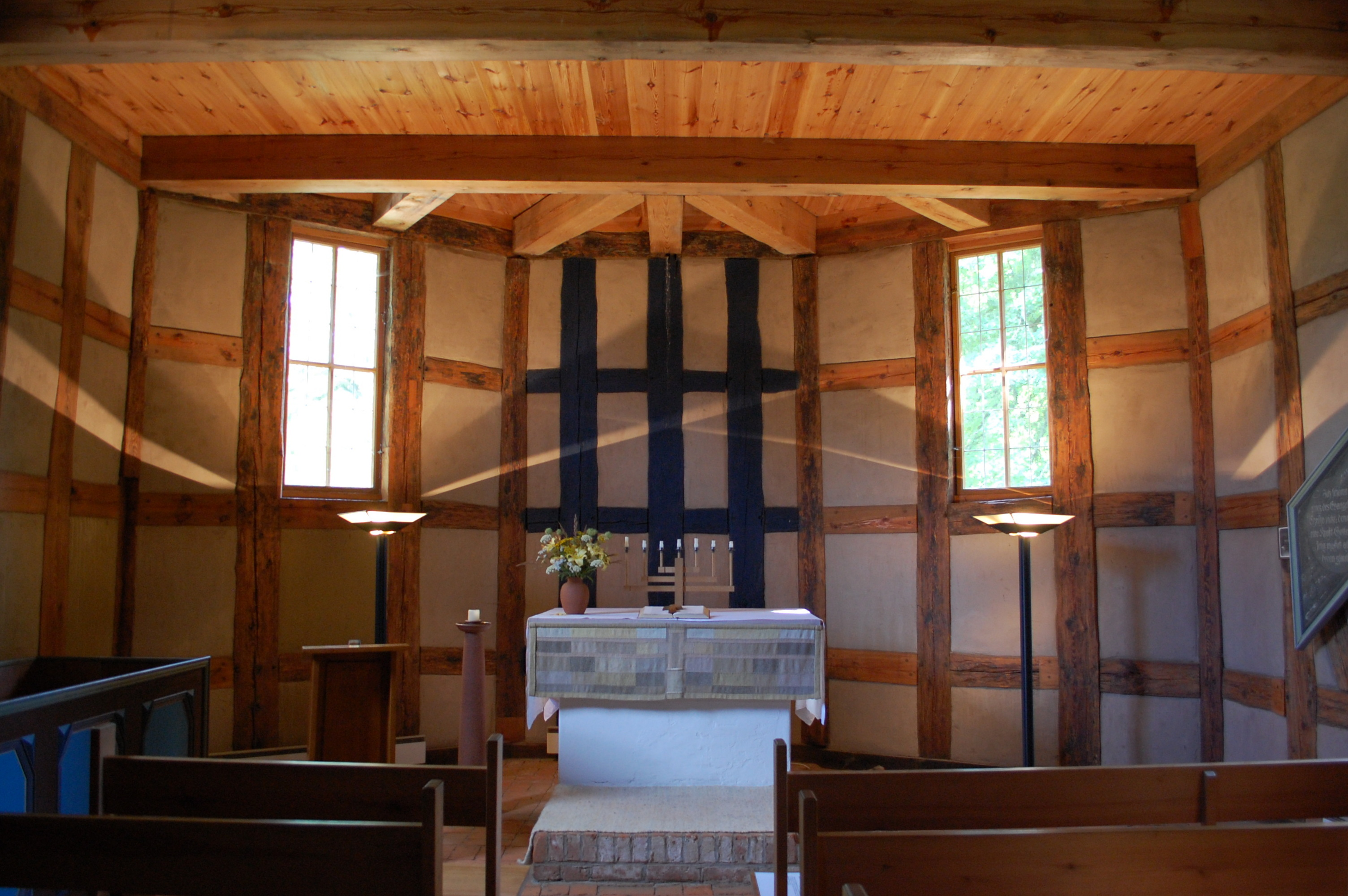
Altar; beachte die fehlende entwendete zweite Blumenvase nach dem Sturm vom 6. August 2012

Anlässlich des Erntedankfestes 1994 fand dann am 2. Oktober 1994 der erste Gottesdienst seit 30 Jahren in der Kirche statt. Die historische Glocke wurde zurück erworben und befindet sich seit Johanni 1995 wieder im Kirchturm. Die Restaurierung der Kirche war bis etwa 1997 weitgehend abgeschlossen. Am 24. April 2004 wurde die Orgel geweiht.
Die Kirche wird von der Kirchengemeinde Alt/Neu Placht im Kirchenkreis Oberes Havelland der Evangelischen Kirche Berlin-Brandenburg-schlesische Oberlausitz genutzt.

## Umgebung

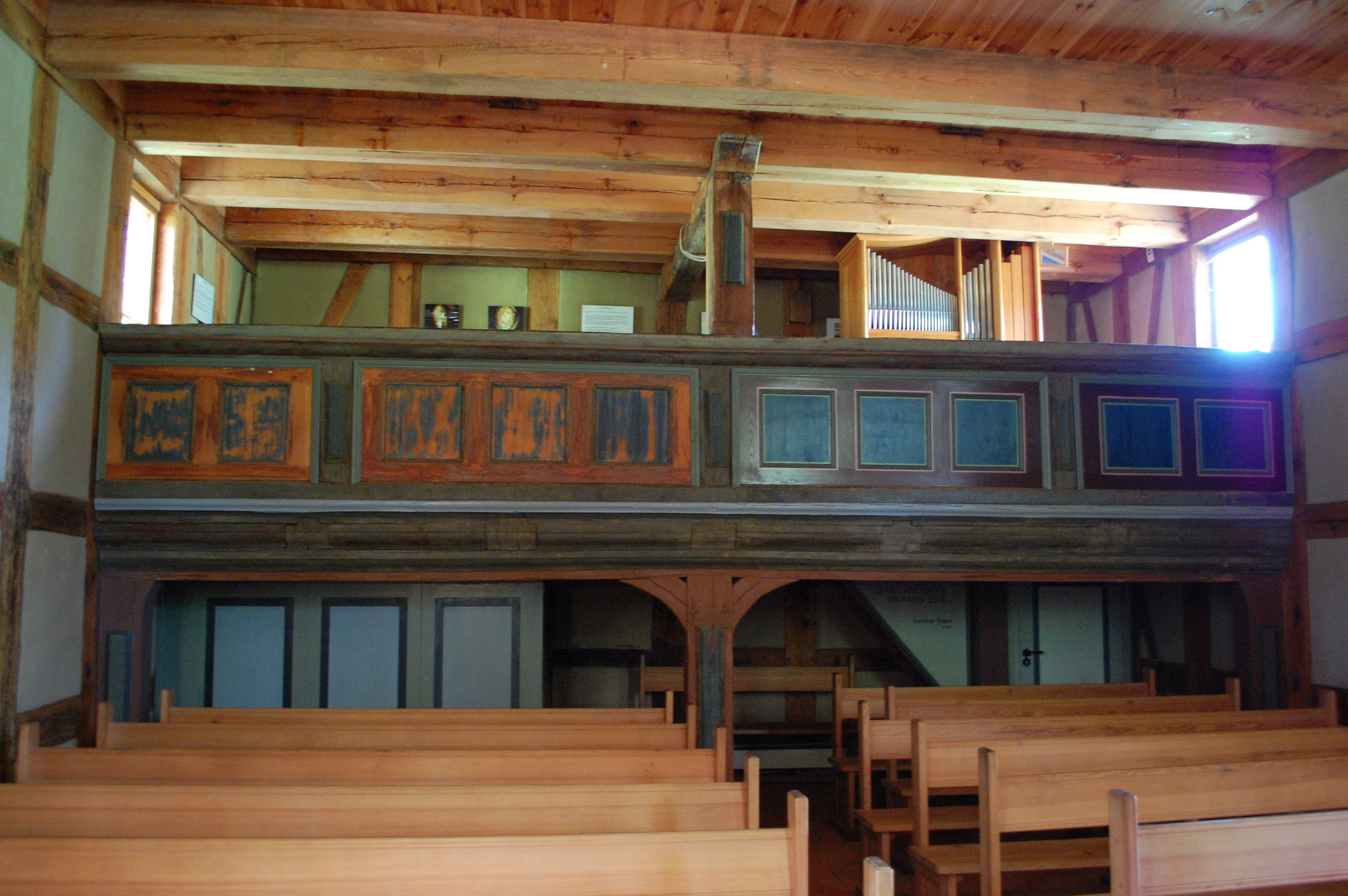
Empore mit Orgel

Die Linden um die Kirche sind älter als das Gebäude, sie werden auf eine Pflanzzeit um 1500 datiert. Am 6. August 2012 traf gegen 8.00 Uhr eine Windhose den Bereich der Kirche. Linden stürzten um, und große Äste brachen ab. Die Kirche blieb jedoch unbeschädigt.